# نجیب‌زادگان (مجموعه تلویزیونی)
نجیب‌زادگان (انگلیسی: Blue Bloods) یک مجموعهٔ تلویزیونی پلیسی-جنایی آمریکایی است که پخش آن از سال ۲۰۱۰ از شبکهٔ سی‌بی‌اس آغاز شد و همچنان ادامه دارد.

## گزیدهٔ بازیگران
- دانی والبرگ
- بریجیت مویناهان
- ویل استس
- لن کری‌یو
- تام سلک
- جنیفر اسپوزیتو
- سمی گیل
- ایمی کارلوس
- ماریسا رامیرز
- ونسا ری
- مارگو بینگام
- ولید زعیتر